# Faku
Faku är ett härad som lyder under Shenyangs stad på prefekturnivå i Liaoning-provinsen i nordöstra Kina.